# Улица кнегиње Зорке (Београд)
| Улица · кнегиње Зорке                                            | Улица · кнегиње Зорке                                                     |
| ---------------------------------------------------------------- | ------------------------------------------------------------------------- |
|                                                                  |                                                                           |
| Општина                                                          | Врачар                                                                    |
| Почетак                                                          | Булевар ослобођења 27                                                     |
| Крај                                                             | Булевара краља Александра (Универзитетска библиотека "Светозар Марковић") |
| Дужина                                                           | 800 m                                                                     |
| Ширина                                                           | 10 m                                                                      |
| Створена                                                         | пре 1886.                                                                 |
| Названа                                                          | 1997.                                                                     |
| Стари називи                                                     | Македонска ул., Зорина ул., Ивана Милутиновића ул.                        |
|                                                                  |                                                                           |
|                                                                  |                                                                           |
| Поглед на улицу из Универзитетске библиотеке "Светозар Марковић" |                                                                           |

Улица кнегиње Зорке је улица на Врачару, у Београду. Простире се од Булевара ослобођења 27, па до Булевара краља Александра (Универзитетска библиотека "Светозар Марковић"). Улица је добила назив по Кнегињи Љубици - Зорки Карађорђевић (девојачко Петровић), која је је била најстарија ћерка црногорског књаза, а касније краља Црне Горе Николе I Петровића и супруга Петра I Карађорђевића (био је краљ Србије, од 1903. до 1918. и краљ Срба, Хрвата и Словенаца од 1918. до 1921. године.). На крштењу је добила име Љубица, по мајци кнеза Михаила Обреновића, који је био кум. Од милошти је названа Зорка - симбол љубави и Зоре новог времена.
Ранији назив улице био је Ивана Милутиновића, истакнути југословенски комуниста и револуционар.
Улица је дугачка 800 метара.

## Име улице
Ова улица је више пута током историје мењала име.
- Део улице: Македонска (1886–1896)
- Део улице: Зорина (1886–1896)
- Зорина (1896–1930)
- Ивана Милутиновића (1946–1997)

Име је добила 1997. године

## Улицом кнегиње Зорке
Значајне институције у Улици кнегиње Зорке од Булевара ослобођења ка Булевару краља Александра :
- Амбасада Свете Столице – Апостолска нунцијатура (са десне стране угао улице Кнегиње Зорке и Светог Саве)
- Природњачки музеј (са леве стране угао улице Кнегиње Зорке и Његошеве)
- Амбасада Мађарске (са десне стране угао улице Кнегиње Зорке и Крунске)
- Удружење банака Србије (са десне стране угао улице Кнегиње Зорке и Булевара краља Александра)

Приликом припреме плаца за нову зграду на углу са Кичевском 1937, пронађен је турски водовод.

## Суседне улице
Улицу пресецају следеће улице, или се уливају у њу, по редоследу од Булевара ослобођења ка Булевару краља Александра :
- Светог Саве
- Николаја Краснова
- Макензијева - на углу се налази Спомен-биста Нади Пурић у Београду
- Његошева
- Крунска
- Кичевска

## Галерија
- Улица кнегиње Зорке 1
- Табла са историјатом улице
- Поглед на улицу из Универзитетске библиотеке "Светозар Марковић"